# Santiago Doria
Santiago Doria (Argentina, 5 de marzo de 1945) es un director, actor, autor, docente y titiritero argentino.

## Vida y carrera
Si bien se desempeñó en todas las áreas del espectáculo –radio, cine, televisión– es esencialmente un hombre de teatro.
Como actor integra el elenco de "Orquesta de Señoritas" de Jean Anouilh, suceso teatral de la década de 1970 con el que recorre cerca de doscientos escenarios de Argentina, Chile, Uruguay y España.
A partir de 1980 su labor se encamina casi absolutamente a la dirección teatral. Desde esa fecha hasta hoy ha puesto en escena más de cien espectáculos.
Ha desempeñado la docencia en distintos establecimientos oficiales y privados y ha dictado cursos de actuación y dirección teatral en diversas localidades del interior del país con el Auspicio de la Secretaría de Cultura de la Nación y del Gobierno de la Ciudad de Buenos Aires.
Durante más de diez años integró el grupo de titiriteros de Mane Bernardo y Sarah Bianchi. Este hecho, al que se le suma su condición de docente lo han llevado a transitar también el camino del teatro infantil y para la juventud.
Amante y Estudioso del sainete criollo y del teatro clásico español, aborda con frecuencia esos textos.
En televisión sus trabajos como actor han sido en los ciclos: "Zona de Riesgo", "Gerente de Familia", "Hola, Papi", "Sueltos", "Como Pan Caliente", "Las Chicas de Enfrente", "Mamitas" y "Campeones". 
Alguno de sus trabajos de dirección recientes: "Ojos Traidores" de Ricardo Cardozo, "El Camino a la Meca" de Athol Fuguad, "El Libro de Ruth" de Mario Diament, "Visitando al Sr. Green" de Jeff Baron, "La Tentación" de Pacho O´Donell, "Chúmbale" de O. Viale, "Algo en Común" de Harvey Fierstein, "El Conventillo de la Paloma" de Alberto vacarezza, "Conversaciones con Mamá" de Santiago Carlos Oves, "Una vida Mejor" de Claudio García Satur, "Así es la Vida" de Arnaldo Malfatti y Nicolás de las Llanderas, "La Discreta Enamorada" de Lope de Vega y "El Lindo de Don Diego" de Agustín Moreto.
Ha realizado también la puesta en escena de numerosos recitales entre ellos de Lolita Torres, César Isella, Oscar Cardozo Ocampo, José Angel Trelles, Antonio Tarrgo Ros, Chico Novarro, Rubén Juárez y Eladia Blázquez, y la presentación de Horacio Ferrer y Tania en el Theatre National de la Colline de París.
En 2007 por Ley 2.390 de la Legislatura de la Ciudad de Buenos Aires fue declarado personalidad destacada de la cultura de la Ciudad de Buenos Aires.

## Premios
- Ace
- Podesta
- Konex
- Florencio Sánchez
- Margarita Xirgu
- Tablas
- Mercosur
- Raíces
- Ace de Oro 2017
- Trinidad Guevara 2017
- Berenjena de Plata 2018
- Festival Internacional de Teatro Clásico de Almagro (España)
- Trayectoria en Teatro 2022 (Fondo Nacional de las Artes)
- Trayectoria Premios Teatro del Mundo 2023

## Actor
- Orquesta de señoritas (teatro).
- Revolviendo cachivaches (teatro).
- Toribio camina para atrás (teatro).
- Nito, el gusanito. Voz en off. (teatro).
- Zona de riesgo (televisión).
- Gerente de familia (televisión).
- Hola, papi (televisión). Como Pascual Palazzo.
- Sueltos (televisión).
- Como pan caliente (televisión).
- Las chicas de enfrente (televisión).
- Mamitas (televisión).
- Campeones de la vida (televisión).
- Cuerpos perdidos.

## Director
| - Algo en común, de Harvey Fierstein. - Ojos traidores, de Ricardo Cardozo. - El camino a la Meca, de Athol Fugad. - Venecia, de Jorge Accame. - El libro de Ruth, de Mario Diament. - Visitando al sr. Green, de Jeff Baron. - La gripe, de Eugenio Griffero. - La tentación, de Pacho O'Donnell. - El conventillo de la Paloma, de Alberto Vaccarezza. - Los ojos llenos de amor. - Tengamos el sexo en paz. - Una vida mejor, de Claudio García Satur. - Conversaciones con mamá, de Santiago Carlos Oves. - Una magnífica desolación, de Daniel Dalmaroni. - Mix. - Socios en el amor. - Desde el alma. - Locos de contento. - Con vista al río. - Masculino singular. - Monogamia. | - Historias íntimas del paraíso. - Fraternidad. - Art. - Cándida. - Las d'enfrente. - Querida Niní. - El médico a palos. - Eleonora y el gángster. - El árbol de Iruslavia (infantil). - El rey glotón (infantil). - La llave perdida (infantil). - Una peluca para la luna (infantil). - El mundo de la flor verde (infantil). - Y dale Baldomero (infantil). - Si te chistan, no mires (infantil). - Algas para tu cuello. - Volando por las ventanas (infantil). - El zorro (infantil). - Amigovios (infantil). - Mirandolina. |

## Autor
- Dale que te canto.
- Requetejuega.
- Ensalada Mistonga.
- Burlón y compadrito (autoría y dirección).
- Pirulín Pirulero (autoría y dirección).
- La casa de Bernarda Alba (adaptación).
- Chúmbale, de O.Viale (adaptación y dirección).